# Martin Echtler
Martin Echtler (* 14. Januar 1969 in Peiting) ist ein deutscher Bergsteiger und Alpinsportler. Er ist Mitglied der deutschen Nationalmannschaft Skibergsteigen.
Echtler hält die deutsche Bestzeit bei der Patrouille des Glaciers, war 2007 Deutscher Meister im Vertical Race und Deutscher Vizemeister im Skibergsteigen. Ferner betreibt er erfolgreich Berglauf und hat viermal den Zugspitz-Extremberglauf gewonnen. Seine Schwester Christine Echtler-Schleich war ebenfalls im Frauenkader der deutschen Nationalmannschaft Skibergsteigen.
2004, 2006, 2007 und 2008 gewann er den Zugspitzlauf.

## Sportliche Erfolge (Auswahl)
- 2003: 5. Platz beim Mountain Attack Tour-Herren, Saalbach[3]

- 2004:
  - 1. Platz beim Dammkarwurm[4]
  - 2. Platz beim Mountain Attack Tour-Herren, Saalbach
  - 1. Platz Zugspitz-Extremberglauf[5]

- 2005:
  - 3. Platz Deutsche Meisterschaft Single[6]
  - 3. Platz beim Mountain Attack Tour-Herren, Saalbach
  - 10. Platz bei der Trofeo Mezzalama mit Wolfgang Panzer und Franz Graßl[7]

- 2006:
  - 1. Platz Zugspitz-Extremberglauf
  - 2. Platz beim Mountain Attack Tour-Herren, Saalbach[8]
  - 2. Platz Deutsche Meisterschaft Single
  - 5. Platz Weltmeisterschaft Skibergsteigen Staffel (mit Steurer, Graßl, Nickaes)

- 2007:
  - 1. Platz Deutsche Meisterschaft Vertical Race
  - 2. Platz Deutsche Meisterschaft Single
  - 1. Platz Zugspitz-Extremberglauf
  - 1. Platz beim Mountain Attack Tour-Herren, Saalbach[9]
  - 4. Platz Sellaronda Skimarathon (mit Verbnjak)
  - 4. Platz in der Herrenstaffel (Steurer, Lex, Klinger) bei der Europameisterschaft in Frankreich

- 2008:
  - 2. Platz Deutsche Meisterschaft Team 2008
  - 1. Platz Zugspitz-Extremberglauf

- 2009:
  - 2. Platz Deutsche Meisterschaft Team 2009[10]

- 2010:
  - 8. Platz Weltmeisterschaft Skibergsteigen Staffel (mit Schuster, Strobel, Lex)[11]
  - 3. Platz beim Dammkarwurm[12]